# Rock the Cosmos Tour
De Rock the Cosmos Tour is de tweede en laatste tournee van de Engelse Queen-gitarist Brian May en -drummer Roger Taylor met zanger Paul Rodgers onder de naam Queen + Paul Rodgers ter promotie van het enige album onder deze samenwerking, The Cosmos Rocks. De tweede show in Charkov, Oekraïne op 12 september 2008 is opgenomen en uitgebracht op cd en dvd onder de naam Live in Ukraine op 15 juni 2009. Bij dit openluchtconcert waren 350.000 bezoekers, een van de grootste bezoekersaantallen bij een openluchtconcert. In de hele tournee speelden ze in totaal voor een miljoen bezoekers.

## Personeel
- Brian May: Leadgitaar, achtergrondvocalen
- Paul Rodgers: Leadvocalen, piano, gitaar, mondharmonica
- Roger Taylor: Drums, percussie, achtergrondvocalen

### Extra personeel
- Spike Edney: Keyboards, piano, keytar, accordeon, achtergrondvocalen
- Ivars Godmanis: Gastoptreden in Riga, drums (All Right Now, met Taylor op tamboerijn)
- Danny Miranda: Basgitaar, electric upright bass, achtergrondvocalen
- Freddie Mercury: Opgenomen leadvocalen
- Jamie Moses: Ritmegitaar, achtergrondvocalen, electric upright bass in bassolo (alleen in Cardiff en Birmingham)
- Al Murray: Gastoptreden in Londen op 13 oktober 2008, vocalen (Cosmos Rockin')
- Neil Murray (invaller Danny Miranda in Cardiff en Birmingham): Basgitaar, electric uptight bass ('39)

## Tracklijst
1. Cosmos Rockin'/Surf's Up... School's Out! (intro tape)
2. Hammer To Fall
3. Tie Your Mother Down
4. Fat Bottomed Girls
5. Another One Bites the Dust
6. I Want It All
7. I Want to Break Free
8. C-lebrity
9. Surf's Up... School's Out!
10. Seagull
11. Love of My Life
12. '39
13. Bassolo door Danny Miranda en Roger Taylor
14. Drumsolo door Roger Taylor
15. I'm in Love with My Car
16. A Kind of Magic
17. Say It's Not True
18. Bad Company
19. We Believe
20. Gitaarsolo door Brian May
21. Bijou
22. Last Horizon
23. Radio Ga Ga
24. Crazy Little Thing Called Love
25. The Show Must Go On
26. Bohemian Rhapsody

Toegift:
1. Cosmos Rockin'
2. All Right Now
3. We Will Rock You
4. We Are the Champions
5. God Save the Queen (tape)

#### Minder voorkomende nummers
1. Shooting Star (Charkov, eerste show Moskou)
2. One Vision (Charkov, 2x Moskou, Riga)
3. Wishing Well (Charkov, 2x Moskou)
4. Warboys (tweede show Moskou, Riga, Berlijn)
5. Feel Like Makin' Love (helft van de shows)
6. Time to Shine (Antwerpen)
7. The Stealer (Zürich)
8. Keep Yourself Alive (in gitaarsolo, laatste shows)
9. Barcelona (in gitaarsolo, Barcelona)
10. Las Palabras de Amor (Madrid, Santiago, Buenos Aires)
11. Concierto de Aranjuez (in gitaarsolo, Madrid)
12. Tavaszi Szél Vizet Áraszt (Boedapest)
13. Blue Danube Waltz (Wenen)
14. Fog on the Tyne (in gitaarsolo, Newcastle)
15. Voodoo (6 concerten aan het eind van de tour)
16. Maybe It's Because I'm a Londoner (Londen, 7 november 2008)
17. Under Pressure (laatste 4 concerten)

## Tourdata

### Europa
- 3 september 2008 - Londen, Engeland - Elstree Film Studio
- 12 september 2008 - Charkov, Oekraïne - Vrijheidsplein
- 15 en 16 september 2008 - Moskou, Rusland - Olympic Stadium
- 19 september 2008 - Riga, Letland - Arena Riga
- 21 september 2008 - Berlijn, Duitsland - Berlin Velodrom
- 23 september 2008 - Antwerpen, België - Sportpaleis
- 24 september 2008 - Parijs, Frankrijk - Palais Omnisports de Paris-Bercy
- 26 september 2008 - Rome, Italië - PalaLottomatica
- 28 september 2008 - Milaan, Italië - Datchforum
- 29 september 2008 - Zürich, Zwitserland - Hallenstadion
- 30 september 2008 - Katowice, Polen - Spodek
- 1 oktober 2008 - München, Duitsland - Olympiahalle
- 2 oktober 2008 - Mannheim, Duitsland - SAP Arena
- 4 oktober 2008 - Hannover, Duitsland - TUI Arena
- 5 oktober 2008 - Hamburg, Duitsland - Color Line Arena
- 7 oktober 2008 - Rotterdam, Nederland - Ahoy Rotterdam
- 8 oktober 2008 - Esch-sur-Alzette, Luxemburg - Rockhal
- 10 oktober 2008 - Nottingham, Engeland - Nottingham Arena
- 11 oktober 2008 - Glasgow, Schotland - SECC Arena
- 13 oktober 2008 - Londen, Engeland - O2 Arena
- 14 oktober 2008 - Cardiff, Wales - Cardiff International Arena
- 16 oktober 2008 - Birmingham, Engeland - National Indoor Arena
- 18 oktober 2008 - Liverpool, Engeland - Echo Arena
- 19 oktober 2008 - Sheffield, Engeland - Sheffield Arena
- 22 oktober 2008 - Barcelona, Spanje - Palau Sant Jordi
- 24 oktober 2008 - Murcia, Spanje - La Condomina
- 25 oktober 2008 - Madrid, Spanje - Palacio de los Deportes
- 28 oktober 2008 - Boedapest, Hongarije - Boedapest Sports Arena
- 29 oktober 2008 - Belgrado, Servië - Belgrado Arena
- 31 oktober 2008 - Praag, Tsjechië - O2 Arena
- 1 november 2008 - Wenen, Oostenrijk - Wiener Stadthalle
- 4 november 2008 - Newcastle, Engeland - Metro Radio Arena
- 5 november 2008 - Manchester, Engeland - MEN Arena
- 7 november 2008 - Londen, Engeland - O2 Arena
- 8 november 2008 - Londen, Engeland - Wembley Stadium

### Azië
- 14 november 2008 - Dubai, Verenigde Arabische Emiraten - Dubai Festival City

### Zuid-Amerika
- 19 november 2008 - Santiago, Chili - Estadio San Carlos de Apoquindo
- 21 november 2008 - Buenos Aires, Argentinië - Estadio José Amalfitani
- 26 en 27 november 2008 - São Paulo, Brazilië - Via Funchal
- 29 november 2008 - Rio de Janeiro, Brazilië - HSBC Arena